# トーレ・デル・ビエルソ鉄道事故
トーレ・デル・ビエルソ鉄道事故（トーレ・デル・ビエルソてつどうじこ）は、1944年1月3日にスペイン・レオン県エル・ビエルソ地域のトーレ・デル・ビエルソ付近のトンネル内で3本の列車が衝突した鉄道事故である。公式には死者は78人とされているが当時は死者が200-250人に上ると推定され、より最近の研究では総死者数は500人以上であると推定された。

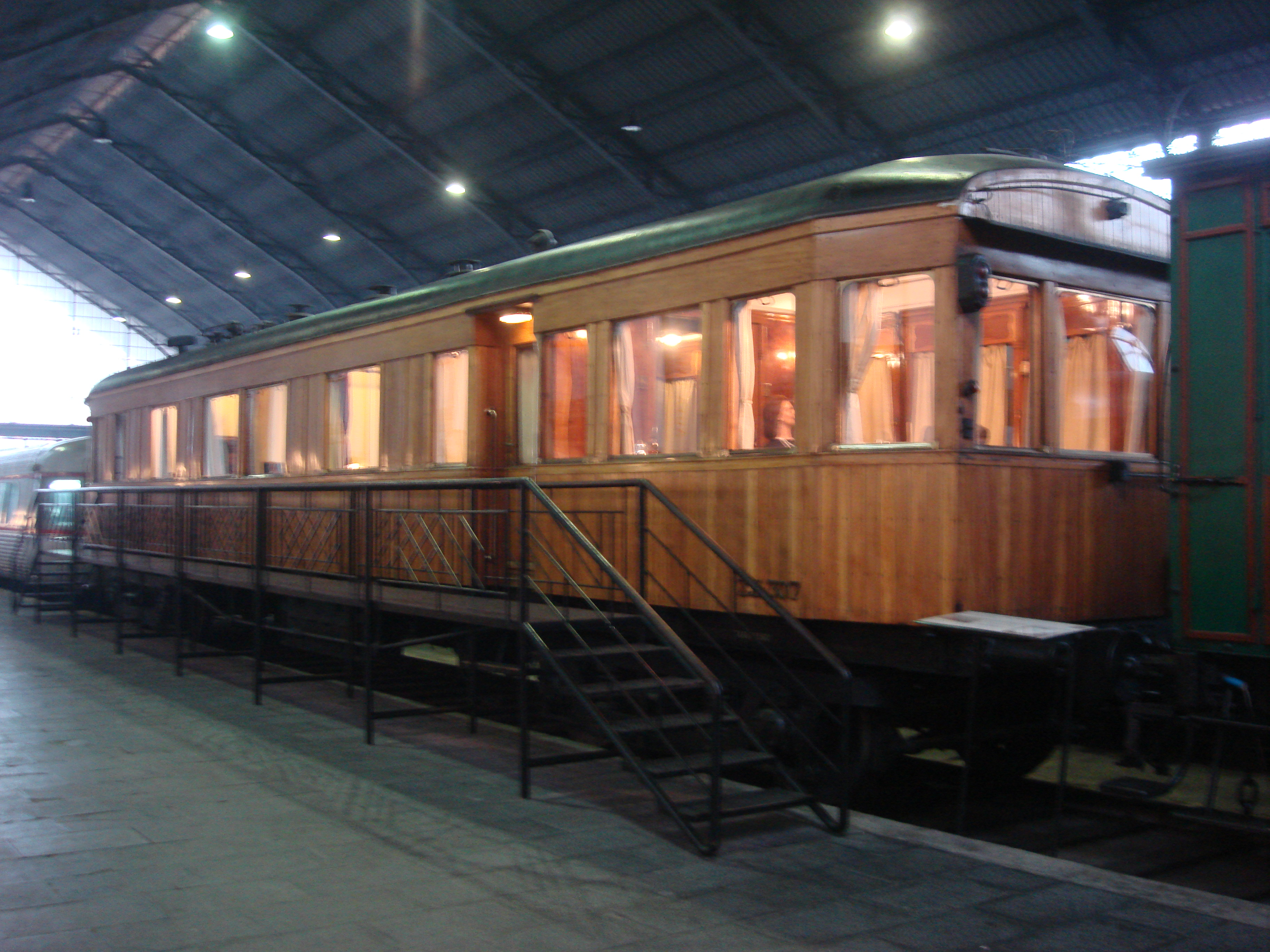
マドリードの鉄道博物館に展示してある客車。事故車両と同じタイプの車両

## 事故の経過
事故発生前日である1月2日20時30分（現地時間、CET）、ラ・コルーニャへ向かう郵便急行列車（車輪配置 4-8-0の蒸気機関車'マストドン'2両+客車12両）がマドリードを出発した。この列車はアストルガに到着した時点で2時間遅延しており、またブレーキに問題を抱えていた。そのため、アストルガでブレーキの点検に9分を要した。その後、機関車のうち1両が軸焼けのため使用不能となり、運用から外された。この時点で遅延は3時間に達しており、ブラニュエーラス峠 (Branuelas) を通る急な下り勾配を走行するには深刻な問題を抱えていたが、走行を続ける決断をした。
この列車はアルバーレス (Albares) に停車する予定だったが、客車に備わっているすべての手ブレーキと砂を使用したにもかかわらず停車できなかった。アルバーレス駅の駅長は即座に、ブレーキが故障した列車が下り勾配を暴走していることをトーレ・デル・ビエルソ駅に電話で伝えた。同駅では当該列車を減速させるために線路上に枕木を設置したが、効果はなく、列車は汽笛を絶え間なく鳴らしながら駅を通過した。
トーレ・デル・ビエルソ駅を通過した郵便列車は、先にある20番トンネルに進入し、前方を走行していた入換機関車（客車3両牽引）に追突した。これにより、郵便列車の前方の客車6両は木造であったため、ガス灯の火が引火し燃え始めた。
さらに、27両の石炭貨車を牽引していた貨物列車が、追突事故を知らないまま反対方向からトンネルに接近してきた。最初の衝突で信号ケーブルが破損しており、貨物列車が21番トンネルを出た時には進行信号が現示されていた。負傷していなかった入換機関車の機関士は、接近してくる貨物列車へ必死で警告を試みたが、貨物列車は入換機関車に突っ込み、入換機関車の機関士と石炭列車の乗務員4人が死亡した。
火は2日間燃え続け、救助作業が遅滞するとともに、多くの犠牲者の身元が判別できなくなった。 
当時のスペイン内戦に続くフランシスコ・フランコ政権下での厳しい検閲により、事故はほとんど公表されず、またRENFEの公式事故報告書も失われた。多くの人々が切符を持っていなかったため、実際に乗っていた乗客の人数を推定することは困難を極めたが、生存者たちは、列車は混雑しており多くの乗客がベンビブレのクリスマス市へ向かっていたと述べている。事故の規模が明らかにされたのは事故から随分時間がたってからであった。現在でも実際の事故の重大さについても様々な議論があり、いくつかの出典は総死者数は500人程度である主張している。
事故現場の20番トンネルは1985年に地質に問題があるため閉鎖された。
『20番トンネル（原題：Túnel número 20）』という表題の事故についての映画は、2002年にゴヤ賞の短編ドキュメンタリー賞部門を受賞した。